# Клейн, Юлиус Леопольд
Юлиус Леопольд Клейн (нем. Julius Leopold Klein; 1810, Мишкольц — 2 августа 1876, Берлин) — немецкий драматург и историк литературы.

## Биография
Учился в гимназии в Пеште, изучал медицину в Вене и Берлине. После путешествия по Италии в течение двух лет работал в посольстве Пруссии в Афинах, а в 1830 году поселился в Берлине, где и провёл практически всю жизнь (за вычетом непродолжительного периода руководства газетой «Baltische Blätter» в Висмаре в 1838 году).
Дебютировал в печати стихотворением «На смерть моей матери» (1830). Написал много трагедий в шекспировском стиле, из которых наиболее известны «Мария Медичи» (1841), «Зенобия» (1847), «Морето» (1859), «Страффорд» (1862) и «Гелиодора» (1867). По мнению Энциклопедии Брокгауза и Ефрона, «все они написаны без соблюдения сценических условий и не могли быть поставлены на сцене, но интересны по силе характеристик и блеску языка». Принадлежит Клейну и ряд комедий, в том числе «Герцогини» (нем. Die Herzogin; 1848), «Подопечный» (нем. Ein Schützling; 1850), «Вольтер» (1862). Собрание драматических произведений Клейна было издано в 1871—1872 (7 томов).
Наиболее известен Клейн своей историей драмы (нем. «Geschichte des Dramas», Лейпциг, 1865—1876). Клейн не успел завершить работу, доведя свой труд лишь до начала Елизаветинской эпохи, то есть до середины XVI века, — однако и то, что он успел написать, составило 13 толстых томов. Исследование Клейна свидетельствует о громадной начитанности автора, хотя и стиль изложения, и многие оценки казались современникам весьма эксцентричными.